# 黒田和志

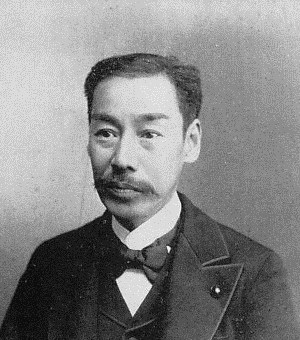
黒田和志

黒田 和志（くろだ よりゆき、1851年9月8日（嘉永4年8月13日）- 1917年（大正6年）1月21日）は、明治から大正期の裁判官、政治家、華族。貴族院子爵議員。

## 経歴
対馬府中藩主・宗義和の六男として生まれる。旧久留里藩黒田家当主・黒田鏻子（れいこ、故久留里藩主黒田直和二女）の入夫となり、1881年（明治14年）4月14日に家督を継承。1884年（明治17年）7月8日に子爵を叙爵した。
1882年（明治15年）5月、大審院書記に任官。以後、仙台始審裁判所判事補、長崎控訴院書記、横浜地方裁判所書記、横浜区裁判所公証人などを務めた。
1897年（明治30年）7月10日、貴族院子爵議員に選出され、死去するまで在任した。日露戦争の功により勲四等に叙し、旭日小綬章を賜る。
1917年1月、東京市四谷区四谷伝馬町新一丁目の自宅で病のため死去した。

## 家族

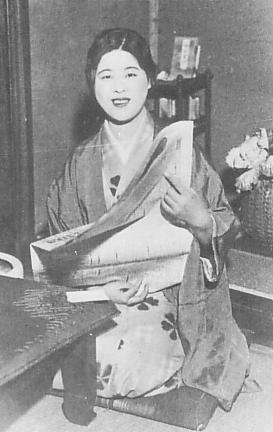
孫の黒田雅子

- 父・宗義和 - 対馬府中藩主。久留里藩主黒田直和の娘婿となり黒田姓を名乗る
- 妻・黒田鏻子 - 黒田直和の二女
- 長男 黒田広志（ひろゆき、1882年 - 1938年） - 子爵[1][3][10]。國學院大學卒業[11]。宮内庁勤務のほか事業を手掛けた[12]
  - 次女・雅子（1912年 - 1989年、関東高等女学校卒業）は、エチオピア皇族の元婚約者として知られる。四谷区伝馬町二丁目（現・港区元赤坂1丁目）で生まれたが、父親の事業の悪化により千葉に転居後、久留里尋常高等小学校5年時に北海道の竹下浩（北海道拓殖鉄道創立委員長）に預けられ、山鼻尋常高等小学校、私立藤女学校、帯広大谷高等女学校に進学し、海外経験のある養父の勧めで英語学習に力を入れる[12]。1926年に実家に戻り、親戚の松平浜子が創立した関東高等女学校を卒業[12]、1934年、エチオピア皇族のアラヤ・アベベ来日時に日本人貴族の妻を公募した際、それに応じて婚約したが、エチオピアの覇権を狙うイタリアの干渉により破談した（日本とエチオピアの関係#第一次世界大戦以後参照）。1936年に海軍技師（のち技術大尉）・米倉冬彦と結婚し[13][14]、のちに埼玉県大和町(現・和光市)の町議も務めた。没後『マスカルの花嫁―幻のエチオピア王子妃』（山田一廣、朝日新聞社 1998) が出版された。
  - 長男・経志（つねし）は家督を継ぎ、黒田家13代当主となる[15]。
- 四男 宗武志（宗重望養子）[1][3][10] - 朝鮮李王家の李徳恵と結婚。一女をもうけるも妻が統合失調症により入院し帰国、離婚後、日本人女性と再婚し子を生す。
- 三女 篤（1893年 - ?） - 千葉県佐原の平民出身高額納税者・馬場善兵衛（味醂醸造業者。現在は酒造会社[16]）と結婚[17]、のち埼玉県出身の河田以備三（帝国産業、大日本海草パルプ製紙の社長だが詐欺師的な人物と言われる[18][19]）と再婚[20]、のち慶應義塾大学教授・草間滋と再婚[11]。
- 四女 敏（1895年 - ?） - 群馬県の星野源兵衛（伊勢崎銀行取締役ほか伊勢崎町名士）長男・亀年妻[11][21]。三輪田高等女学校卒[11]。